# اورازجین
پناه آباد، روستایی از توابع بخش خرمدشت شهرستان تاکستان در استان قزوین ایران است. حدفاصل جاده ترانزیت بویین زهرا-آوج از غرب به روستای طرویزک از شرق به روستای جعفرآباد از شمال به روستای یاری آباد از جنوب به روستای برزلجین محدود می‌شود
این روستا از بزرگ‌ترین صادر کننده‌های گوجه فرنگی به روسیه، افغانستان، پاکستان و کشورهای حاشیهٔ خلیج فارس می‌باشد. خاک حاصلخیزی دارد و اکثر اهالی کشاورز هستند و اکثراً به تولید گوجه فرنگی و نشا ریشه درخت مو می‌پردازند. بعد از زلزله ۱۳۴۲ بویین زهرا روستا کلا تخریب شد و روستای کنونی ساخته شد قطب کشاورزی منطقه است گلابی انگور خیار گیلاس هندوانه شبرنگ شلیل از مهم‌ترین محصولات می‌باشد.
قنات این روستا وسعت زیادی دارد اما متأسفانه به خاطر برداشت غیرمجاز از آب سفره زیر زمینی خشک و گاهی تخریب شده است.
این روستا مهاجرپذیر بوده و هر ساله به جمعیت آن افزوده می‌شود.
شهرک سبز دشت پناه آباد نیز جزء این روستا می‌باشد.
دهیاری از سال ۱۳۸۸ بر عهده آقای محسن قنبری است.
همچنین روستا دارای مرکز مخابرات، درمانگاه با پرسنل کامل پزشکی و آمبولانس، فروشگاه زنجیره ای، شیرینی پزی، مکانیکی، داروخانه کشاورزی، پایگاه گازرسانی، حسینیه و … می‌باشد.

## جمعیت
این روستا در دهستان افشاریه قرار دارد و براساس سرشماری مرکز آمار ایران در سال ۱۳۸۵، جمعیت آن ۱٬۰۱۲ نفر (۲۲۵خانوار) بوده است. زبان اهالی ترکی آذربایجانی است.